# Artigues-près-Bordeaux
Artigues-près-Bordeaux è un comune francese di 7 080 abitanti situato nel dipartimento della Gironda nella regione della Nuova Aquitania.

## Società

### Evoluzione demografica
Abitanti censiti